# Orka siewna

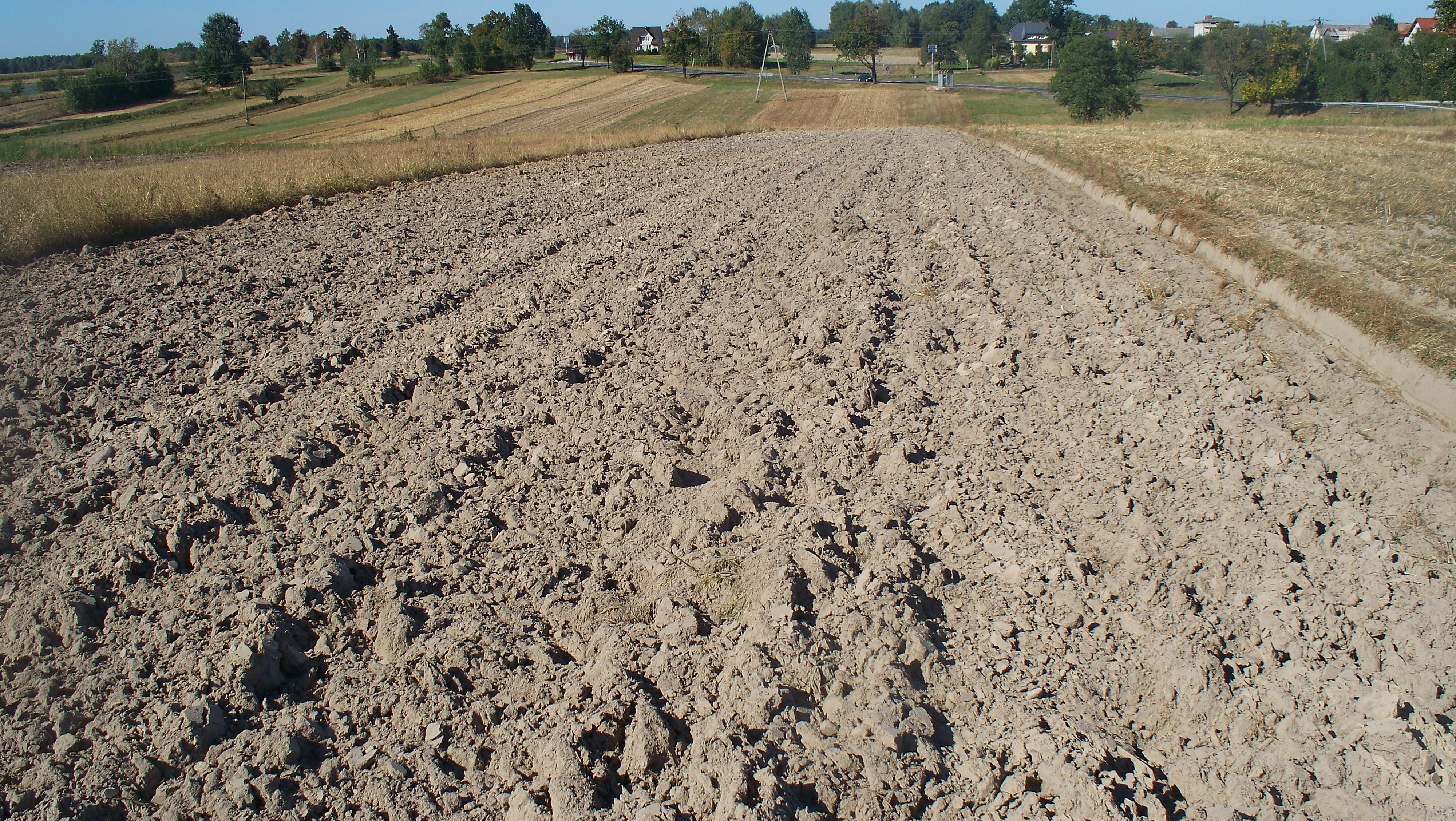
Orka siewna

Orka siewna – orka, która powinna dobrze kruszyć i dosypywać skiby. Warunek ten jest możliwy do osiągnięcia tylko przy optymalnej wilgotności uprawowej. Orkę siewną najlepiej jest wykonać pługami wyposażonymi w odkładnice kulturalne. Na ciężkich glebach warto dodatkowo zastosować przedpłużek. Orkę siewną wykonuje się na głębokość od 18 do 25 cm, przed siewem roślin ozimych.